# صلاة باكر
صلاة باكر هي إحدى صلوات الكنيسة القبطية الأرثوذكسية. في هذه الصلاة يشكر الله على انقضاء الليل بسلام، ويطلب من أجل نهار مضيء بالأعمال الصالحة، وفيها تذكر قيامة السيد المسيح في باكر النهار فيمجده على قيامته.